# Radočaj
Radočaj je pogranično naselje u Hrvatskoj u sastavu Grada Vrbovskog. Nalazi se u Primorsko-goranskoj županiji.

## Zemljopis
Nalaze se južno od obale rijeke Kupe, koja na tom mjestu čini luk, pa se Radočaj nalazi na korijenu poluotoka koji se pruža prema sjeveru.

## Stanovništvo
| broj stanovnika | 23    | 32    | 19    | 33    | 29    | 24    | 21    | 22    | 3     | 1     | 1     |       |       |       |       |       |       |
|                 | 1857. | 1869. | 1880. | 1890. | 1900. | 1910. | 1921. | 1931. | 1948. | 1953. | 1961. | 1971. | 1981. | 1991. | 2001. | 2011. | 2021. |